# 독도동해 미생물
독도동해 미생물(獨島東海微生物), 또는 독도니아 동핸시스(라틴어: Dokdonia donghaensis)는 독도니아속의 표준종이며, 해양환경에서 서식하는 절대호기성, 그람 음성군, 광영양 박테리아 미생물이다. 이 생명체는 바닷물 매체에서 넓은 범위의 기온에 상관없이 성장할 수 있으며, 테트라시클린 같은 대미생물 물질에 대한 저항능력을 증대하기 위해 생물막을 형성할 수 있다.

## 발견과 분리
독도동해 미생물은 윤정훈 교수에 의해 경상북도 동해에 위치한 독도에서 발견되어 분리되었다. 분리된 날은 기록되어 있지 않다. 생체의 16S 리보솜 RNA 순서를 계통발생학적으로 분석한 결과, 밀접하게 묶인 두 균주, DSW-1T와 DSW-21을 분리하는데 성공했다.

## 특성
독도동해 미생물은 막대 모양, 비운동성, 비포자형성 그람 음성 박테리아다. 바닷물과 한천 배지에서 자라나며, 30도, 염분 2% 상테에서 가장 잘 자라난다. 직경은 1-2㎜다. . 이 균주들은 해양의 주요 생물 속인 사이토파카-플라가박테리움-박테로이데스Cytophaga-Flavobacterium-Bacteroides(CFG) 군으로 확인되었다. 위노가르드스키는 사이토파가 유사 박테리아를 단세포, 활주운동, 포자미형성, 그램음성간균의 특성을 가진다고 지적했다. 이들에게는 사이토파가 유사 박테리아군들과 플라보 박테리아에서 발견되는 플렉시루빈 색소가 있다. 사이토파가-플라보박테리아는 화학유기영양생물이어서 키틴과 셀룰루오스 같은 생체고분자를 분해할 수 있다.

## 유전학
독도동해 미생물의 DSW-1T 염기서열은 약 3,923,666 기본쌍을 가지고 있으며, GC 함량은 38%이다.

## 병리학
독도동해 미생물은 병원체로 확인되지 않았다.

## 참고문헌
- Glöckner, FO; Fuchs, BM; Amann, R (1999). “Bacterioplankton compositions of lakes and oceans: a first comparison based on fluorescence in situ hybridization”. 《Appl Environ Microbiol》 65 (8): 3721–3726. Bibcode:1999ApEnM..65.3721G. doi:10.1128/AEM.65.8.3721-3726.1999. PMC 91558. PMID 10427073.
- Kim, K; Kwon, SK; Yoon, JH; Kim, JF (2016). “Complete genome sequence of the proteorhodopsin-containing marine flavobacterium Dokdonia donghaensis DSW-1T, isolated from seawater off Dokdo in the East Sea (Sea of Korea)”. 《Genome Announc》 4 (4): e00804–16. doi:10.1128/genomea.00804-16. PMC 4974333. PMID 27491981.
- Kirchman, DL (2002). “The ecology of Cytophaga-Flavobacteria in aquatic environments”. 《FEMS Microbiol Ecol》 39 (2): 91–100. doi:10.1016/s0168-6496(01)00206-9. PMID 19709188.
- Yoon, JH; Kang, SJ; Lee, CH; Oh, TK (2005). “Dokdonia donghaensis gen. nov., sp. nov., isolated from sea water”. 《International Journal of Systematic and Evolutionary Microbiology》 55 (6): 2323–2328. doi:10.1099/ijs.0.63817-0. PMID 16280490.

## 같이 보기
- 독도
- 독도속